# Grolleau blanc
Pour les articles homonymes, voir Grolleau (homonymie).
Le  grolleau blanc est un cépage de France de raisins blancs.

## Origine et répartition géographique
Le grolleau blanc est un cépage de vigne très rare en France. Le cépage est une variété du grolleau. Il a été signalé dans l'aire d'appellation des Coteaux-du-Layon. La variété serait apparue sur un cep de grolleau gris.

## Caractères ampélographiques
- Extrémité du jeune rameau duveteux blanc à liseré carminé.
- Jeune feuilles aranéeuses, très bronzées
- Feuilles adultes, entière ou à 3 lobes (rarement à 5 lobes) avec un sinus pétiolaire en lyre étroite (parfois fermée), dents ogivales, moyennes, un limbe légèrement pubescent.

## Aptitudes culturales
La maturité est de deuxième époque: 20 jours après le chasselas.

## Potentiel technologique
Les grappes sont assez grosses et les baies sont de taille moyenne. La grappe est tronconique, ailée. Le cépage est vigoureux et il doit être taillé court. Il est sensible à l'excoriose, à la pourriture pédonculaire et le court-noué.

## Synonymes
pas connu